# Каролін Горхлер
Каролін Горхлер (нім. Karolin Horchler) — німецька біатлоністка, призерка чемпіонату світу, чемпіонка Європи та призерка чемпіорнатів Європи.
Срібну медаль чемпіонату світу Горхлер виборола на першості 2020 року в складі німецької естафетної команди. 
Старша сестра Надін теж біатлоністка.

## Результати
Джерелом усіх результатів є Міжнародний союз біатлоністів.

### Чемпіонати світу
1 медаль (срібна)
| Чемпіонат    | Індивідуальна гонка | Спринт | Переслідування | Мас-старт | Естафета | Змішана естафета | Одиночна змішана естафета |
| ------------ | ------------------- | ------ | -------------- | --------- | -------- | ---------------- | ------------------------- |
| Атгольц 2020 | 26                  | 23     | 15             | 13        | Срібло   | —                | —                         |